# Ouerre
Ouerre – miejscowość i gmina we Francji, w Regionie Centralnym, w departamencie Eure-et-Loir.
Według danych na rok 1990 gminę zamieszkiwało 531 osób, a gęstość zaludnienia wynosiła 42 osoby/km² (wśród 1842 gmin Centre, Ouerre plasuje się na 659. miejscu pod względem liczby ludności, natomiast pod względem powierzchni na miejscu 1006.).